# Карлос Вісенте
Карлос Вісенте Роблес (ісп. Carlos Vicente Robles, нар. 23 квітня 1999) — іспанський футболіст, який виступає за клуб «Алавес». Переважно грає на позиції правого вінгера, але також може виступати як форвард.

## Клубна кар’єра
Народився в Сарагосі, Арагон, Вісенте приєднався до юнацької академії «Реал Сарагоса» у 2017 році, перейшовши з клубу «Стадіум Касабланка». Він дебютував за резервну команду Депортіво Арагон 24 вересня 2017 року, вийшовши на заміну в другому таймі в матчі Сегунда Дивізіон B, який завершився виїзною поразкою 2:5 від Бадалони.
Свій перший гол на дорослому рівні Вісенте забив 2 вересня 2018 року, відзначившись четвертим голом «Сарагоси B» у домашній перемозі 4:0 над «Каламочею» в Терсері. У сезоні 2018–19 він забив десять голів, але «Депортіво Арагон» не зумів здобути підвищення, програвши у плей-оф. 5 жовтня 2020 року Вісенте підписав однорічний контракт із «Хімнастіком Таррагона» і був спочатку відправлений до команди «Побла Мафумет» у четвертому дивізіоні.
Вісенте покинув «Настік» 6 листопада 2020 року після лише одного матчу за «Побла Мафумет» і 30 грудня приєднався до «Ехеа» у третьому дивізіоні. 24 червня 2021 року він перейшов до клубу Прімери RFEF «Калахорра».
30 червня 2022 року, забивши рекордні для своєї кар’єри 11 голів за клуб із Ріохи, Вісенте підписав контракт із «Расінгом де Ферроль» у тому ж дивізіоні. Він взяв участь у всіх матчах регулярного сезону, забивши вісім голів, що допомогло клубу здобути підвищення до Сегунди після 15-річної перерви.
Вісенте дебютував на професійному рівні 12 серпня 2023 року, вийшовши в стартовому складі в виїзній перемозі 1:0 над Ельче. Свій перший гол на професійному рівні він забив 10 вересня, реалізувавши пенальті, що зрівняв рахунок у домашній нічиї 2:2 проти Вільярреал B. 
22 грудня 2023 року Вісенте приєднався до клубу Ла Ліги «Алавес» за суму в 600 000 євро, підписавши контракт на три з половиною роки. Він дебютував у Ла Лізі 2 січня 2024 року, замінивши Антоніо Бланко у виїзній нічиї 1:1 проти Реал Сосьєдад.

## Особисте життя
Брат-близнюк Карлоса, Давід, також є футболістом. Він грає на позиції правого захисника і також представляв «Сарагосу».